# Basilia bequaerti
Basilia bequaerti är en tvåvingeart som beskrevs av Guimaraes och Andretta 1956. Basilia bequaerti ingår i släktet Basilia och familjen lusflugor. Inga underarter finns listade i Catalogue of Life.